# STS-31
STS-31 は、ハッブル宇宙望遠鏡を地球軌道に投入したスペースシャトル・ディスカバリーの飛行ミッションである。
これはスペースシャトル計画で35回目の飛行ミッションで、1990年4月24日にフロリダ州ケネディ宇宙センター39B発射台から離昇した。この打ち上げ時には、1986年1月以来初めて、同時に2機のシャトルが発射台に設置されていた。39B発射台にはディスカバリーで、39A発射台にはコロンビアである。

## ミッション内容
4月25日にハッブル宇宙望遠鏡が放出された。それ以外に、シャトルの貨物室での科学実験や、IMAXカメラでのミッションの記録も行なわれた。

## 乗員
- ローレン・シュライヴァー（英語版） (2) 船長
- チャールズ・ボールデン (2) 操縦手
- スティーヴン・ホーリー（英語版） (3) ミッション・スペシャリスト
- ブルース・マッカンドレス2世 (2) ミッション・スペシャリスト
- キャサリン・D・サリバン (2) ミッション・スペシャリスト

## ミッション・パラメータ
- 質量:
  - 打上時: 117,586 kg
  - 着陸時: 85,947 kg
  - ペイロード: 11,878 kg
- 近地点: 585 km
- 遠地点: 615 km
- 軌道傾斜角: 28.5°
- 周期: 96.7 分

## ミッションのハイライト

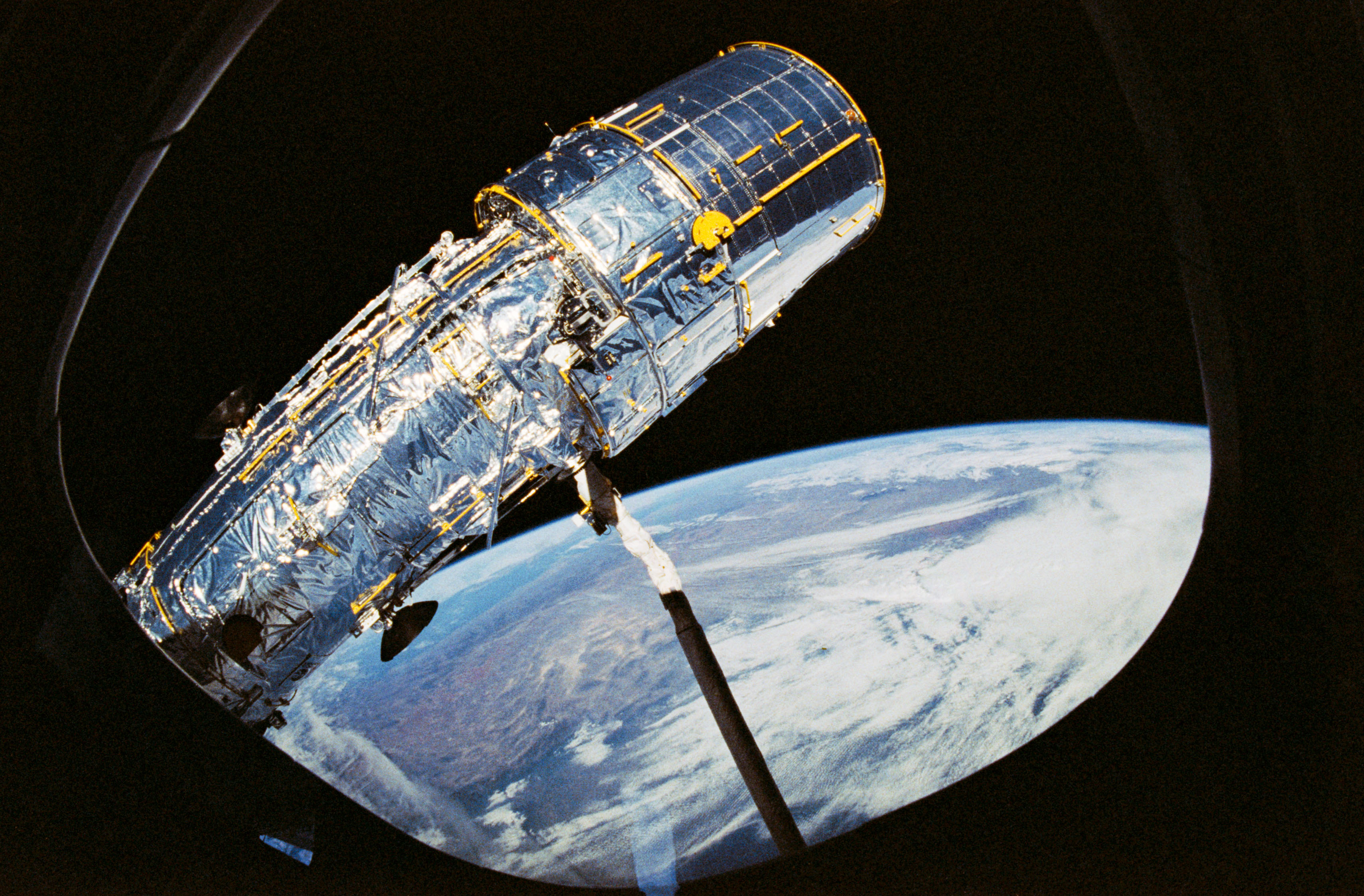
ハッブル宇宙望遠鏡の放出

打ち上げは、1990年4月24日 12:33:51 UTC （午前8時33分51秒 EDT）であった。飛行準備審査会 (Flight Readiness Review : FRR) により、打ち上げは4月18日、次に4月12日、次に4月10日、と予定された。FRR で決定された最初の日付は、以前に予定されていた日付よりも前であった。4月10日に予定されていた打ち上げは、補助動力装置 (APU) のバルブが故障したため、T-4分に中止され、APU の交換とペイロードのバッテリーの再充電が行なわれた。地上支援設備の燃料バルブラインをコンピュータ・ソフトウェアから閉じることができなかったため、T-31秒で秒読みは一時停止された。技術者がバルブを閉じるよう指令し、秒読みが再開された。打ち上げ重量は 249,109 lb（112,994 kg）である。
STS-31 は、ディスカバリーの10回目の打ち上げである。乗員は、ローレン・シュライヴァー、チャールズ・ボールデン、ブルース・マッカンドレス、スティーブン・ホーリー、キャサリン・D・サリバンである。
主なペイロードはハッブル宇宙望遠鏡 (HST) で、380法定マイル (612 km) の軌道に投入された。地球の大気圏から充分離れた軌道に HST を投入する必要があるため、この時点までのシャトルのミッションで2番目に高い高度の軌道となった。ディスカバリーはミッション中に地球を80周回した。

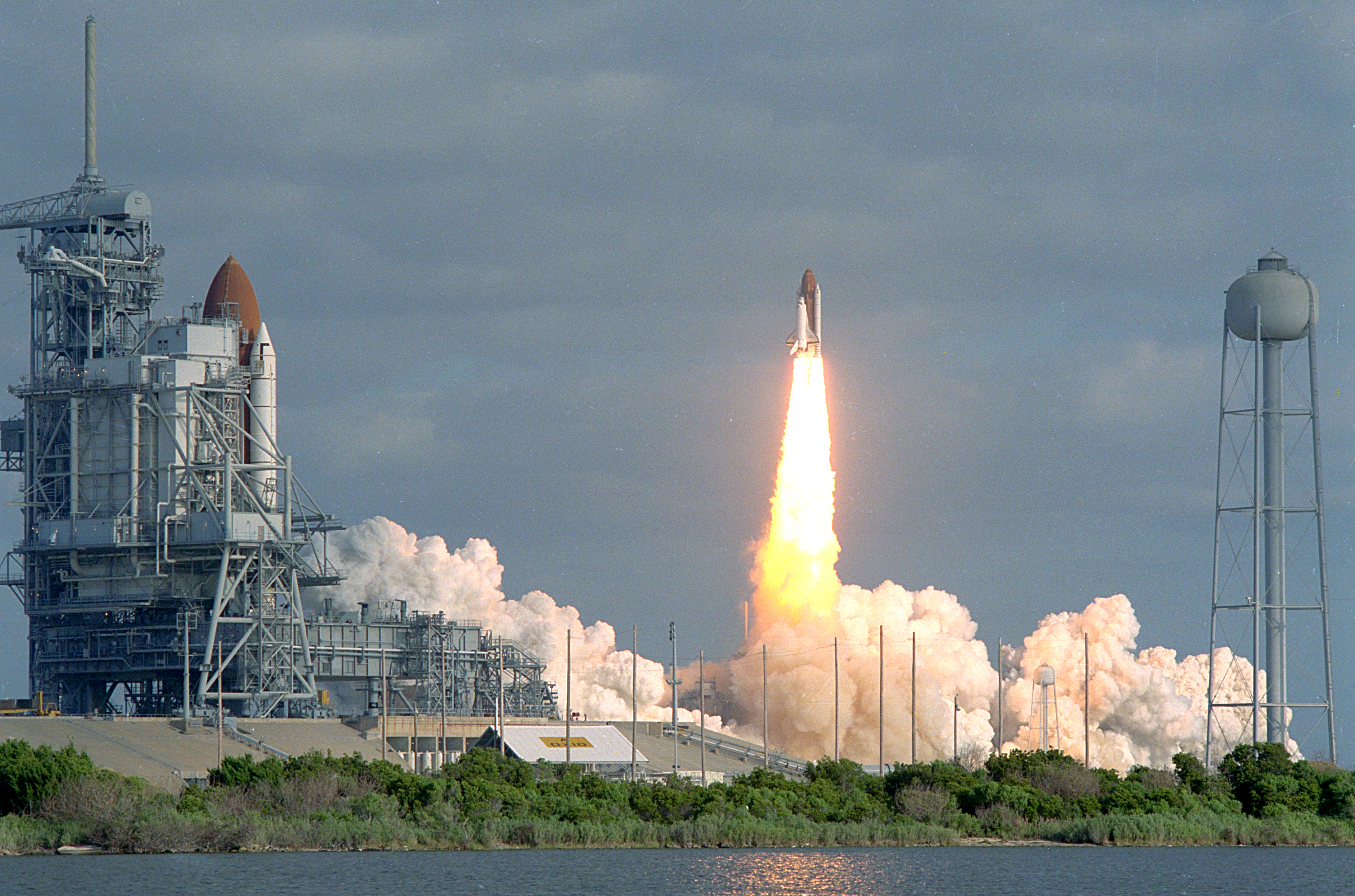
上昇する STS-31 ディスカバリー（右）と打ち上げを待つコロンビア（左）。2機のシャトルが発射台に並ぶのは1986年1月以来のことである。

このミッションの主な目的は、ハッブル宇宙望遠鏡 (HST) の放出である。HST は、不明瞭で乱れのある地球の大気から離れた軌道上で、紫外線や可視光や近赤外線を使って天体観測するために設計されていて、NASAとESAの共同開発である。ミッションの残りの期間は、写真撮影と船上での実験が行なわれた。HST の寿命を延ばせる高い軌道に乗せるために、ディスカバリーはこの時点までで最も高い高度600kmまで上昇した。この記録的な高度により、低い軌道からでは不明確である大規模な地球の地理的特徴を写真撮影することが可能となった。2台のIMAXカメラで動画も撮影され、IMAX映画の Destiny in Space に使用された。実験活動は、生物医学技術の研究、先進材料の研究、粒子汚染と電離放射線の測定、無重力下での電気アークを研究する学生科学プロジェクト、などであった。通常よりも高い軌道からの再突入だったため、この時点までで最も長い4分58秒の軌道離脱噴射が必要となった。
第2のペイロードとしては、船外での活動を記録する IMAX Cargo Bay Camera (ICBC) や船内で使う携帯型IMAXカメラ、貨物室内の粒状物質を検出する Ascent Particle Monitor (APM) 、微小重力環境で成長するタンパク質結晶のデータを得る Protein Crystal Growth (PCG) 、船室内のガンマ線を測定する Radiation Monitoring Equipment III (RME III) 、微小重力環境で多孔性制御を測定する Investigations into Polymer Membrane Processing (IPMP) 、無重力状態が電気アークに与える影響を調べる実験の Shuttle Student involvement program (SSIP) 、Air Force Maui Optical Site (AMOS) である。
カリフォルニア州エドワーズ空軍基地 22番滑走路への着陸は、1990年4月29日 13:49:57 UTC （午前6時49分57秒 PDT）であった。滑走距離は 8,874フィート（2,705m）、滑走時間は 61秒であった。着陸時に初めてカーボンブレーキが使われた。オービタは、1990年5月7日にKSCに帰還した。着陸重量は 189,118lb（85,782kg）である。